# Обозначения фотообъективов
В настоящее время доступно большое количество разнообразных объективов для плёночной и цифровой фотографии, которые выполнены с использованием разных технологий и вспомогательных устройств. Наличие или отсутствие последних влияют не только на функциональные возможности, но и на стоимость объектива, часто очень существенно. При этом у разных производителей обозначения и маркировка одних и тех же устройств отличаются. Ниже приведён список и краткое описание технологий, используемых в фотообъективах наиболее известных компаний производителей: Canon, Nikon, Pentax, Sony Alpha, Tokina, Sigma, Tamron.

## Общепринятые обозначения
- 80-200mm; 18-55mm; 300mm и т. д. — рабочие фокусные расстояния для объективов. Для объективов с фиксированным расстоянием указывается в виде одного числа. На зум-объективах записывается в виде диапазона, первое число — минимальное фокусное расстояние, второе — максимальное.
- f/3,5-5,6; f/2,0 — геометрическая светосила объектива. Может быть указана в виде диапазона или одного числа. Одно число указывается на объективах с фиксированным фокусным расстоянием, а также на зум-объективах которые обеспечивают постоянную светосилу во всём диапазоне фокусных расстояний. Обычно это дорогие профессиональные «зумы». Диапазон указывается на бюджетных зум-объективах и некоторых профессиональных в силу своей конструкции и небольших габаритов не способных обеспечить постоянную светосилу. Первое и второе число — это светосила при минимальном и максимальном фокусных расстояниях объектива.
- Fisheye — объектив «рыбий глаз». Разновидность сверхширокоугольных объективов с неисправленной дисторсией.
- Macro — обозначение объективов, предназначенных для макросъёмки.

## Canon
- EF (англ. Electro Focus) — обозначение байонета автофокусных камер. Такие объективы можно использовать как на полнокадровых камерах (24×36 мм), так и камерах, имеющих матрицу APS-C.
- EF-S (англ. Electro Focus-short backfocus — короткий задний отрезок). Обозначение байонета камер, имеющих кропнутую матрицу. Объективы с таким байонетом подходят только на камеры с матрицей APS-C.
- EF-M (англ. Electro Focus-mirrorless — беззеркальный). Обозначение байонета камер, для беззеркальных камер серии M.
- USM (англ. Ultrasonic Motor) — для автофокусировки используется ультразвуковой двигатель, встроенный в объектив. Отличительная черта — логотип «Ultrasonic» на оправе.
- STM (англ. Stepper motor) — технология фокусировочного механизма, основанная на использовании бесшумного шагового двигателя, встроенного в объектив.
- L (англ. Luxury) — качественные объективы от Canon, при производстве используются дорогостоящие линзы и низкодисперсные стёкла, некоторые производятся в пылевлагозащищённом корпусе, отличительной чертой является красная линия вокруг оправы.
- FT-M (англ. Full Time Manual) — объектив c постоянной ручной фокусировкой.
- TS-E (англ. Tilt-Shift Electronic) — специальные шифт-объективы с возможностью коррекции перспективы за счёт наклонов и сдвигов оптического узла.
- I/R (англ. Internal Focus/Rear Focus) — объективы с внутренней фокусировкой или фокусировкой задней группой линз (с невращающейся передней линзой, при фокусировке длина объектива не меняется)
- IS (англ. Image Stabilizer) — оптическая стабилизация изображения, позволяет снимать на более длинных выдержках и уменьшает эффект смазывания из-за дрожания камеры.
- DO (англ. Diffractive Optics) — объективы с дифракционными элементами. Отличаются малыми размерами и весом, маркируются зелёной линией вокруг оправы.
- MP-E (англ. Macro Photo Electronic) — объективы, предназначенные для макросъёмки, с дополнительной возможностью контроля диафрагмы.
- Float — система плавающих линз в объективе. Предназначена для устранения аберраций при фокусировки на коротких расстояниях.
- CaF2 (англ. Fluorite) — флюоритовое стекло в части линз объектива. Используется для уменьшения аберраций длиннофокусных объективов, более эффективно чем Super UD.
- UD (англ. Ultra-low dispersion) — линзы из низкодисперсного стекла, c низким значением дисперсии, используется для уменьшения влияния хроматических аберраций.
- S-UD (англ. Super Ultra-low dispersion) — линзы из сверхнизкодисперсного стекла, предназначены для уменьшения хроматических аберраций.
- AL (англ. Aspheric Lens) — асферические элементы, используется для уменьшения аберраций.
- CA (англ. Circular Aperture) — чтобы получить круговую форму диафрагмы в объективе используется особая форма лепестков.
- PZ (англ. Power Zoom) — моторный привод зума[1].
- A (англ. Automatic) — объективы без кольца управления фокусировкой и режима ручной фокусировки[2].
- Softfocus (англ. Soft Focus) — объектив с эффектом смягчённого и нечёткого изображения из-за неисправленных сферических аберраций[3].

## Fujifilm
- XF — объектив предназначен для цифровых беззеркальных камер Fujifilm (Байонет X).
- XC — доступный объектив с компактными размерами и небольшим весом (Байонет X).
- R — объектив оснащён кольцом регулировки диафрагмы.
- LM — объектив оснащён шаговым мотором для обеспечения быстрой и бесшумной автофокусировки.
- OIS (Optical Image Stabilizer) — оптическая стабилизация изображения.
- EBC(Electron Beam Coating) — покрытие для минимизации бликов и ореолов за счёт увеличения коэффициента пропускания света. Подобно многослойному покрытию, используемому другими производителями.
- Super EBC — улучшенный вариант EBC.
- ALG  (All-Group Focusing) — во время фокусировки перемещаются все оптические элементы. Это максимизирует оптические характеристики на всём диапазоне фокусировки.
- WR  (Water Resistant) — влагозащищённый объектив.

## Nikon
- AI (англ. Automatic Indexing) — объективы, выпущенные после 1977 года и поддерживающие автоматический ввод светосилы во встроенный TTL-экспонометр фотоаппарата[4].
- AI-S (англ. Automatic Indexing — Shutter) — дальнейшее развитие системы AI, поддерживающее режим приоритета выдержки с автоматической установкой диафрагмы[5]. Все объективы, совместимые с байонетом Nikon F, выпущенные после 1979 года (в том числе современные автофокусные) поддерживают спецификацию AI-S, полностью заменившую AI.
- AI-P — объективы спецификации AI-S без автофокуса, но оснащённые микропроцессором и контактами связи с микрокомпьютером фотоаппарата. В отличие от объективов без микропроцессора, поддерживают экспоавтоматику и передачу EXIF-данных.
- AF (англ. Autofocus) — автофокусные объективы без встроенного мотора для фокусировки, используется встроенный в камеру мотор для автофокусировки («отвёрточная» камера). На других камерах (новые бюджетные камеры) объектив будет работать без автофокусировки.
- AF-N (англ. AF-new cosmetics) — объективы позднего выпуска с узким кольцом ручной фокусировки.
- AF-D, D (англ. AF-Distance Information) — объективы с возможностью передавать камере расстояние до объекта, учитывающееся системой автоматического управления экспозицией. В настоящее время на современных объективах это обозначение не используется так как все новые объективы оснащаются такой возможностью.
- AF-I (англ. AF-Internal Motor) — первое поколение объективов со встроенным мотором автофокусировки.
- AF-S (англ. AF-Silent Wave Motor) — второе поколение объективов с мотором автофокусировки, для таких объективов не требуется наличие «отвёртки» в камере. Аналог стандарта USM в объективах Canon EF.
- AF-P (англ. AF-Pulse Motor) — третье поколение объективов с мотором автофокусировки, для таких объективов также не требуется наличие «отвёртки» в камере. Аналог стандарта STM в объективах Canon EF.
- SWM (англ. Silent Wave Motor) — ультразвуковой фокусировочный мотор, который используется в AF-S объективах.
- CRC (англ. Close Range Correction) — в объективе установлен оптический элемент уменьшающий влияние аберраций при фокусировке на короткой дистанции.
- G (англ. G-type, Gelded) — объективы без кольца управления диафрагмой.
- Micro (англ. Macro) — объективы, предназначенные для макросъёмки.
- PC-E (англ. Perspective Control) — шифт-объективы с электромагнитным приводом прыгающей диафрагмы.
- ED — в объективе используются низкодисперсионные элементы для снижения хроматических аберрации.
- AS — в объективе используются асферические элементы для устранения сферических аберраций.
- IF — объектив моноблочного (цельного) исполнения, фокусировка происходит за счёт смещения линз внутри объектива.
- IX — объективы для усовершенствованной фотосистемы APS, не получившей распространения. Не могут быть использованы ни с цифровыми, ни с 35-мм плёночными камерами.
- RF (англ. Rear Focusing) — задняя фокусировка. Частный случай внутренней фокусировки (IF) — при наведении объектива на резкость перемещается задний элемент или группа элементов.
- DC (англ. Defocus Control) — в объективе есть функция контроля боке.
- VR (англ. Vibration Reduction) — стабилизатор изображения.
- N — технология позволяющая уменьшить блики и отражения за счёт нанесения нанокристаллов.
- DX — для камер, имеющих матрицы формата APS-C (возможно использование на камерах c полнокадровым сенсором).
- FX — объектив для камер c полнокадровым сенсором, а также для камер, имеющих матрицы формата APS-C.
- Noct — светосильная оптика для астрофотографии.
- CX — объективы, предназначенные для использования вместе с беззеркальными камерами системы Nikon 1. Несовместимы с фотоаппаратами, имеющими байонет Nikon F.
- E (2013) — объективы с электронным приводом диафрагмы, как у PC-E объектив. Не следует путать с удешевлёнными объективами любительского класса, выпускавшимися в 1980-х годах и носящими обозначение «E-series».
- FL (англ. Fluorite) — флюорит (CaF2), обладает исключительно низким коэффициентом рассеяния и устраняет вторичные (пурпурно-зелёные) хроматические аберрации ещё эффективнее, чем сверхнизкодисперсионное стекло (ED).
- Z — объективы для беззеркальных камер серии Z.

## Sony
- A (Alpha Type) — обозначение типа байонета, способа крепления к камере.
- E (E-mount) — обозначение типа байонета, способа крепления к камере. Используется для беззеркальных фотокамер серии Alpha NEX и видеокамер серии NXCAM компании Sony.
- CZ (Carl Zeiss) — объективы разработанные компанией Carl Zeiss, для камер с байонетом A, очень качественная оптика и очень дорогая.
- ZA (Zeiss Alpha) — объективы созданные Zeiss для Sony Alpha.
- G (Sony Professional Lens) — профессиональная серия объективов, отвечающая высоким стандартам.
- Vario-Sonnar, Planar T*, Sonnar T*, Distagon T* — обозначения типа конструкции объективов от Carl Zeiss.
- SAM (Smooth Autofocus Motor) — более дешёвый мотор чем SSM.
- STF (Smooth Transition Focus) — в объективе присутствует оптический элемент, благодаря которому переходы между областями в фокусе и не в фокусе отображаются очень плавно.
- SSM (Super Sonic wave Motor) — ультразвуковой мотор.
- DT (Digital Technology) — объективы для камер с APS-C матрицей, нельзя использовать на полнокадровой камере.
- D (Distance Integration) — объектив поддерживает функцию передачи камере информации о дистанции на сфокусированный объект.
- APO — объектив содержит апохроматические элементы для уменьшения хроматических аберраций.
- xi — функция изменения фокусного расстояния встроенным мотором.

## Olympus
- ZD (Zuiko Digital) — объективы для цифровых зеркальных камер Olympus стандарта 4:3.
- mZD (M.Zuiko Digital) — объективы для цифровых беззеркальных камер Olympus стандарта Micro 4:3.
  - Premium — серия премиальных объективов с фиксированным фокусным расстоянием.
  - PRO — обозначение профессиональной серии.
- ED (Extra low-Dispersion) — наличие в конструкции сверхнизкодисперсной оптической линзы, которая применяется для обеспечения максимальной резкости и правильной цветопередачи даже на самых открытых значениях диафрагмы, а также, для сведения к минимуму хроматических аберраций.
- MSC (Movies and Stills Compatible) — наличие в конструкции червячной передачи для перемещения групп линз и высокотехнологичного сверхзвукового микромотора фокусировки, которые в связке обеспечивают плавное зумирование, а также тихую и быструю фокусировку. Если дословно, то аббревиатура указывает на то, что объектив одинаково хорошо адаптирован как для съёмки видео, так и для фотосъёмки.
- EZ (Electric Zoom) — обозначение моторизированного привода зуммирования. Такие объективы имеют достаточно компактные габариты.
- SWD (Supersonic Wave Drive) — обозначение сверхзвукового микромотора фокусировки, обеспечивающего быструю и тихую работу автофокуса.
- IS (Image Stabilizer) — обозначение наличия оптического стабилизатора изображения.
- R (Redesigned) — обозначение обновлённой версии одного и того же объектива. Внутренняя оптико-механическая конструкция осталась без изменений, но внесены какие-то изменения в дизайн и/или материалы корпуса. Другими словами, объектив с буквой R и без неё - это технически одна и та же модель, изменённая лишь внешне.
- II, III (римские цифры) - обозначение номера обновлённой версии одного и того же объектива с переработанной оптико-механической схемой. Другими словами, объектив с римскими цифрами и без них - это разные модели, у которых совпадают лишь теоретические технические характеристики, а качество изображения, как и скорость работы могут существенно отличаться.
- SHR, UHR, E-HR, HR (Super-, Ultra-, Extra- High Refractive) — использование линз с высоким коэффициентом преломления, позволяющие компенсировать как искривление поля, так и сферические аберрации.
- Aspherical — в объективе используются асферические элементы для устранения сферических аберраций, комы и прочих искажений.
- DSA (Dual Super Aspherical lens) — в объективе используются тонкая низкодисперсная асферическая линза, предназначенная для устранения сферических аберраций, комы и прочих искажений.
- EDA (Extra-low Dispersion Aspherical lens) — в объективе используются тонкая высокотехнологичная низкодисперсная асферическая линза, применяемая для снижения хроматических аберраций.

## Pentax
- (D) FA — эти объективы созданы для полнокадровой камеры, также их можно использовать и для камер с сенсором APS-C.
- DA (Digital) — специально сконструированные объективы для камер с сенсором APS-C.
- DA-L (Digital, Plastic) — объектив аналогичный DA, облегчённой версии, байонет выполнен из пластика.
- DA* (Digital, Pentax’s «L») — профессиональная линейка объективов, в пылевлагозащищённом корпусе.
- AL (Aspherical lens) — объектив содержит асферические элементы для устранения хроматических аберраций.
- IF (Internal focus) — фокусировка этого объектива происходит за счёт перемещения внутренней группы линз. Передняя линза не выдвигается и не вращается.
- PZ (Power Zoom) — моторный привод зума.
- AF (Autofocus) — объективы с системой автоматической фокусировки.
- SDM (Sonic Direct drive Motor) — объективы со встроенным ультразвуковым мотором.
- SMC (Super Multi Coating) — объектив с многослойным покрытием защищающем от переотражений и нежелательных бликов.
- HD (High Definition) — просветление, позволяющее повысить чёткость и резкость картинки при съёмке в контровом свете. Используется в объективах нового поколения вместо SMC.
- ED — конструкция объектива содержит элементы со сверхнизкой дисторсией.
- AW, WR (All Weather, Water resist) — конструкция, защищённая от проникновения воды или влаги внутрь корпуса.
- Quick-shift — конструкция объектива, позволяющая фотографу лёгким поворотом фокусировочного кольца перейти к настройке на резкость вручную без необходимости включения ручного режима. При этом на объективе отсутствует переключатель режимов фокусировки.
- K-series — объектив с креплением байонет K.
- A-series — объектив с креплением Pentax A, старый байонет в современных камерах не используется.
- F, FA — объектив для полнокадровой камеры, оснащённый кольцом контроля диафрагмы.
- FA J — полнокадровый автофокусный объектив без кольца изменения диафрагмы.
- Limited — объективы выпускаемые лимитированной серией, компактной конструкции.

## Sigma
- EX — объективы "профессионального уровня". Объективы этой серии имеют улучшенные оптические и механические характеристики. Серия включает фикс-объективы и зумы с постоянной высокой светосилой[6]. С 2012 года Sigma перестала использовать маркировку EX для новых моделей, разделив их на три линейки: Art, Contemporary и Sports[7].
- A (Art) — «Художественная» серия. К ней относятся преимущественно светосильные фикс- и зум-объективы. Качество изображения первостепенно, компактность и многофункциональность объективов уходят на задний план[8].
- C (Contemporary) — «Современная» серия. Легкие, компактные и универсальные объективы[8]. Здесь есть очень разные модели: как супер-зумы, так и компактные фиксы, менее светосильные, чем в серии Art[9].
- S (Sports) — «Спортивная» серия. Это телефото-объективы, разработанные специально для репортажной фотографии. Оптика серии Sports отличается повышенной прочностью, высокой скоростной производительностью и устойчивостью к пыли и влаге[8].
- DG (DG Lens) — объективы для камер с полнокадровой матрицей. Также могут использоваться на кроп-камерах с соответствующим креплением[6].
- DC (DC Lens) — объективы, разработанные для фотоаппаратов с APS-C матрицей[6].
- DN (Digital Neo) – объективы, разработанные специально для беззеркальных камер с учетом возможностей небольшого рабочего отрезка[6]. Серия включает в себя как DG, так и DC модели.
- OS (Optical Stabilizer) — объективы со встроенной системой оптической стабилизации изображения, которая позволяет снимать без смаза на более длинных выдержках[6].
- HSM (Hyper Sonic Motor) — объективы со встроенным ультразвуковым мотором фокусировки. Такие моторы более быстрые и тихие, чем аналоги. Sigma использует два типа HSM-моторов: кольцевой HSM и микро HSM. Преимущество кольцевого в том, что он позволяет вручную корректировать фокус в режиме автофокусировки[6].
- ASP (Aspherical Lens) — в объективе для уменьшения размеров и улучшения рабочих характеристик используется асферические элементы[6].
- APO (Apochromatic) — объектив сконструирован с использованием низкодисперсного стекла, чтобы минимизировать цветовые искажения[6].
- HF (Helical Focus) – объективы с геликоидной фокусировкой. Не вращается передняя линза.
- RF (Rear Focus) — данный объектив оборудован системой фокусировки с помощью тыльных групп линз.
- IF (Internal Focus) — при фокусировке перемещаются внутренние группы линз. Моноблочный объектив.
- Conv (APO Teleconverter EX) — можно использоваться с APO Teleconverter.
- DF (Dual Focus) – объективы с двойной фокусировкой.
- DL (Deluxe) – класс бюджетных объективов, оснащенных шкалой расстояний с метками глубины резкости.
- RMC — обозначение мультипросветления.

## Tokina
- AS (Asperical Optics) — в объективе используются асферические элементы для уменьшения аберраций.
- F&R (Aspherical F&R) — объективе сконструирован с использованием асферического элемент типа F&R. За счёт использования этой технологии достигается превосходное качество изображения с равномерно светлыми краями и скорректированной сферической аберрацией.
- SD (Super Low Dispersion) — в конструкцию объектива входят низкодисперсные элементы, используется для устранения хроматических аберраций.
- HLD (High refraction, Low dispersion) — технология для предотвращения возникновению хроматической аберрации, часто являющейся проблемой широкоугольных объективов.
- MC (Multi-Coating) — специальное прозрачное антибликовое многослойное покрытие, защищающее от отражений и нежелательных бликов, технология применяется для повышения резкости и цветопередачи.
- FE (Floating Element) — специальная система плавающих элементов которые перемещаются при изменении фокусного расстояния, снижая астигматизм объектива.
- IF (Internal Focus) — система внутренней фокусировки, в процессе фокусировки двигается внутренняя группа линз, внешние части объектива не вращаются.
- IRF (Internal Rear Focus System) — во время фокусировки двигается задняя группа линз.
- FC (Focus Clutch) — объектив с механизмом фиксации фокуса.
- AT-X (Advanced Technology — Extra) — объективы с переменной диафрагмой для современных зеркальных камер.
- PRO — объективы профессиональной линейки, с постоянной диафрагмой, которые дороже и качественнее.
- One Touch FC — система, применяемая в объективах Tokina AT-X PRO, для переключения между автоматической и ручной фокусировкой происходит с помощью перемещения кольца фокусировки.
- DC — в объективе установлен ультразвуковой мотор, более быстрый и тихий чем аналоги.
- DX — кропнутый объектив, создан специально для камер с матрицей APS-C.
- FX — объектив для полнокадровых камер, может быть использован на камерах с матрицей APS-C.
- M (Macro) — объектив предназначен для макросъёмки.

## Tamron
- Di (Digital) — обозначает новое поколение объективов, специально приспособленных к требованиям цифровых зеркальных фотокамер.
- Di II (Digital-II) — эта серия объективов создана специально для использования в цифровых камерах с APS-C матрицей.
- Di III (Digital-III) — данные объективы предназначены для беззеркальных цифровых фотокамер.
- SP (Super Performance) — это линия объективов, отвечающих самым высоким дизайнерским требованиям и отличным техническим параметрам.
- ASL (Aspherical) — для устранения сферических аберрации и искажения объектив оснащён асферическими элементами.
- LD (Low Dispersion) — Элементы LD изготавливаются из специального стекла, обладающего чрезвычайно низким коэффициентом цветового рассеяния. В результате обеспечивается эффективная компенсация хроматической аберрации.
- AD (Anomalous Dispersion) — объектив оснащён стеклом с аномальным рассеянием. Позволяет эффективно компенсировать осевые хроматические аберрации у телеобъективов, а также боковые хроматические аберрации у широкоугольных объективов традиционной конструкции.
- HID — стеклянный элемент в объективе позволяющий сводить к минимуму хроматическую аберрацию по оси и в углах поля кадра.
- IF (Internal Focusing) — объектив сконструирован с системой внутренней фокусировки.
- ZL (Zoom Lock) — предельное расстояния, с которого возможна наводка на резкость, позволяет выполнять макросъёмки в диапазоне Megazoom (28-200 мм = 1:4; 28-300 мм = 1:2,9 и 24-135 мм = 1:3,3).
- SHM — лёгкий и чрезвычайно прочный механизм от Tamron, на основе специальной пластмассы и усиления из нержавеющей стали, для монтажа объектива на камеру.
- USD (Ultrasonic Silent Drive) — в объективе встроен ультразвуковой мотор.
- BIM (Built-In Motor) — встроенный мотор, позволят использоваться объектив на камерах Nikon не оснащённых «отвёрткой».
- VC (Vibration Compensation) — объектив оснащён системой стабилизации, позволяет снимать на более длинных выдержках, и уменьшить влияние дрожания камеры при съёмке.
- PZD (Piezo Drive) — пьезоэлектрический привод авто-фокусировки.
- XR (eXtra Refraction) — объективы, использующие линзы из стекла с высокими показателями преломления.

## Samyang
- CS (Crop Size) — аббревиатура указывает на принадлежность объектива к кропнутым фотокамерам.
- AS (Aspherical Lense) — в конструкции объектива присутствуют один или несколько асферических элементов. Они применяются с целью уменьшения хроматических аберраций и улучшения качества картинки.
- H-ASP (Hybrid Aspherical Lenses) — обозначение гибридных асферических линз. То есть в их основе лежит не стекло, а пластик.
- ED (Extra Low Dispersion) — указывает на то, что в оптической схеме объектива применяются линзы со сверхнизкой дисперсией, которые обеспечивают отличную резкость и контрастность изображения на всех отверстиях диафрагмы.
- NCS (Nano Coating System) — обозначение нанокристаллического антибликового покрытия.
- HR — аббревиатура обозначает линзы, которые сделаны из стекла с высоким коэффициентом преломления.
- UMC (Ultra Multi Coating) — технология многослойного просветления. Благодаря покрытию UMC снижаются потери света, который проходит через воздушную прослойку и стекло.
- AE (Auto Exposure) — обозначение может встречаться только на объективах, заточенных под фотокамеры Nikon. Оно подразумевает наличие в объективе чипа, отвечающего за режим автоматической экспозиции (работает в режимах A, S и P).
- T-S (Tilt-Shift) — аббревиатура указывает на коррекцию перспективных искажений.
- IF (Internal Focusing) — указывает на внутреннюю фокусировку, то есть в процессе фокусировки передний блок линз остаётся неподвижным и объектив не изменяет свои физические размеры. Перемещается внутренний блок линз.
- Reflex — обозначение зеркально-линзового (катадиоптрического) объектива с ручной фокусировкой.
- Cine (Cinematography) — обозначение того, что объектив предназначен для видеосъёмки. Его кольца диафрагмы и фокусировки имеют зубчики для более удобного управления параметрами в процессе съёмки.
- VDSLR (Video DSLR) — то же самое, что и в предыдущем пункте. Стекло в данном случае заточено под использование с зеркалками и ориентированно на видеосъёмку. На корпусе объектива шкалы фокусировки и расстояния повёрнуты на 90 градусов. Разметка диафрагмы при этом указывается в Т-стопах.